# Typhlodromus phylaktioticus
Typhlodromus phylaktioticus är en spindeldjursart som beskrevs av Papadoulis och Emmanouel 1990. Typhlodromus phylaktioticus ingår i släktet Typhlodromus och familjen Phytoseiidae. Inga underarter finns listade i Catalogue of Life.